# Тимишоара
Тимишоа̀ра (на румънски: Timişoara; на унгарски: Temesvár, на банатски български: Timišvár, на немски: Timeswar, Temeschwar или Temeschburg, на сръбски: Темишвар или Temišvar) е град и административен център на Окръг Тимиш, Банат, Западна Румъния. Със своите 319 279 жители (2011 г.) Тимишоара е третият по големина град в Румъния и е стопански и културен център на Банат.  Заема площ 130,5 км². Историческото име на града идва от унгарското название на река Тимиш и думата за крепост vár.

## Общи данни
Градът е известен като „Виената на Балканите“, защото дълго време е част от Австро-унгарската империя и центърът му, запазен и до днес, напомня за старата Виена. Той е важен университетски център, в който се изучават медицина, механотехника, електротехника, право.
Международното летище е разположено на изток от града. На запад от града е изградено малко частно летище.
Край пешеходна зона в градския център са разположени множество магазини и улични кафета. В двата му края се намират величествената православна катедрала и градската опера. Интересни за туристите са старата градска крепост около площад „Унири“ (Piaţa Unirii), площад „Домплац“ (Domplatz) с неговите внушителни сгради от времето на Австро-унгарската империя, католическата катедрала и сръбската църква.

## История
През 1154 г. тогавашен Темешвар е споменат за първи път писмено от арабския географ Ал Идриси. През 1718 г., след отблъскването на османското нашествие, градът е присъединен към Австрия и става важен отбранителен пункт. През следващите 2 века той е австрийско и унгарско владение. Историята на Тимишоара е изпълнена с холерни и чумни епидемии, обезлюдявали града, многобройни военни обсади и революции.
През втората половина на 19 век Тимишоара изживява стопанския си и културен разцвет, за което допринасят и изграждането на железопътна линия и прокарването на канал за минаващата през града река Бега. На 12 ноември 1884 г. Тимишоара става първият град в Европа с електрическо улично осветление. На 8 юли 1869 г. се пуска в експлоатация първата конска трамвайна линия. По времето на кметуването на банатския българин Карол Телбиз (от 1885 до 1914) се създава акционерно дружество „Обществени електрически трамваи – Тимишоара“ (1897) г., а през 1899 г. се електрифицира трамвайният превоз в града.
След Трианонския договор от 1920 г. градът става румънски. На 15 декември 1989 в Тимишоара избухва Румънската революция срещу диктатора Николае Чаушеску и довежда до свалянето му от власт.

## Население
Градът е известен от столетия с мирното съжителство на многобройни различни националности. Етническият състав на града се променя през годините заедно с преминаването на града към различни държави. През втората половина на 19 век градът е заселен предимно с немци и унгарци, но има и значително румънско, сръбско и българско малцинство. До около 1944 г. немската етническа група е най-голямата в града. Днес преобладаващата етническа група са румънците.
Средногодишният естествен прираст на населението е около –1,5 %. 14,2 % от населението е под 15-годишна възраст, а 4,0 % са над 75 г.

### Етнически състав
| № | етнос    | население (2002) | процент |
| - | -------- | ---------------- | ------- |
| 1 | румънци  | 271 677          | 85,52   |
| 2 | унгарци  | 24 302           | 7,65    |
| 3 | германци | 7157             | 2,25    |
| 4 | сърби    | 6311             | 1,98    |
| 5 | цигани   | 3062             | 0,96    |
| 6 | българи  | 1218             | 0,38    |

## Личности
В 1845 г. тук е роден Йосиф Иванович – най-известният композитор на валсове след фамилията Щраус. Джони Вайсмюлер – световният шампион по плуване, е роден през 1904 г. във Фрайдорф, днес квартал на Тимишоара. Темешвар е родното място на немско-унгарския специалист по история на изкуството Арнолд Хаузер и на тогавашния директор на Виенската държавна опера Йоан Холендер.

## Стопанство
Стопанството на Тимишоара, както и на цялата област Румънски Банат, е в истински разцвет. Тук навлизат големи инвестиции от страните от Европейския съюз – предимно от Германия и Италия, както и от САЩ.
Continental AG от години произвежда автомобилни гуми, а понастоящем производството на завода се разширява. Фирмата Linde AG произвежда технически газ, а фирма Dräxelmaier – част от кабелните инсталации за автомобилите BMW и Audi. Северноамериканската фирма Solectron има в западната част на града голям завод за производство на мобилни телефони и GPS уреди.

## Международни отношения

### Побратимени градове
Тимишоара е побратимен град с:
- Сасари, Италия
- Фаенца, Италия
- Мюлуз, Франция
- Канкун, Мексико
- Карлсруе, Германия
- Руей Малмезо, Франция
- Гера, Германия
- Сегед, Унгария
- Тревизо, Италия
- Нови Сад, Сърбия
- Палермо, Италия
- Шънджън, Китай
- Зренянин, Сърбия

### Консулства
- Генерално консулство на Германия
- Генерално консулство на Италия
- Генерално консулство на Сърбия
- Почетно консулство на Австрия
- Почетно консулство на Холандия
- Почетно консулство на Швеция

## Административно деление на града (квартали)
- Фрайдорф (Freidorf)
- Зона Одобеску (Zona Odobescu)
- Фрателиа (Fratelia)
- Мехала (Mehala) I, II
- Ронац (Ronaț)
- Фабрик (Fabric)
- Елизабетин (Elisabetin)
- Йозефин (Iosefin)
- Джирокулуи (Girocului)
- Чиркумвалациуни (Circumvalaţiunii) I, II, III, IV
- Соарелуи (Soarelui)
- Четате (Cetate) (в превод – крепост, историческият център на града)
- Типографилор
- Шагулуи (Şagului)
- Дъмбовица (Dâmboviţa)
- Стяуа (Steaua)
- Буковина (Bucovina)
- Торонталулуи (Torontalului)
- Калеа Арадулуи (Calea Aradului)
- Липовей (Lipovei)
- Блашкович (Blașcovici)
- Чарда Рошие (Ciarda Roşie)
- Плопи (Plopi)
- Гирода (Ghiroda)
- Кунц (Kuncz)